# ويستمنستر (فيرمونت)
ويستمنستر (بالإنجليزية: Westminster (town), Vermont)‏ هي بلدة تقع بولاية فيرمونت في الولايات المتحدة. تبلغ مساحتها (كم²)، وترتفع عن سطح البحر 27 م، بلغ عدد سكانها 3210 نسمة في عام 2010 حسب إحصاء مكتب تعداد الولايات المتحدة .

## أعلام
- حيرام برات
- جورج إدوارد ويلز
- مارك ريتشاردز

## وصلات خارجية
- www.westminstervt.org/
- The US50 - Cities and Towns in Vermont State
- Vermont Cities and Towns, Facts, Map, Flag, Colleges, Government, and More